# Lactophrys triqueter
El pez cofre (Lactophrys triqueter) es una especie de peces de la familia Ostraciidae en el orden de los Tetraodontiformes.

## Morfología
Los machos pueden llegar alcanzar los 47 cm de longitud total.

## Hábitat
Es un pez de mar de clima tropical y asociado a los  arrecifes de coral que vive hasta los 50 m de profundidad.

## Alimentación
Come una amplia variedad de pequeños invertebrados del fondo marino, como moluscos, crustáceos, gusanos,  y túnicas que atrapa mediante chorros de agua que expulsa por la boca.

## Depredadores
Es depredado por Coryphaena hippurus

## Distribución geográfica
Se encuentra en el Atlántico occidental: desde el Canadá y Massachusetts (Estados Unidos) hasta el Brasil, incluyendo Bermuda, el Golfo de México y el Mar Caribe.

## Uso comercial
Se comercializa fresco a nivel local.

## Observaciones
- Sus toxinas pueden matar a otros peces.